# Stephanie Edmonds
Pour les articles homonymes, voir Stéphanie et Edmonds.
Stephanie Edmonds, née le 12 février 1984 à Dallas au Texas, est une actrice américaine.

## Filmographie
Comme actrice
- 2006 : Inspector Mom (série télévisée) : la mannequin
- 2006 : Les chansons (court métrage)
- 2006 : Twenty Something : Casey
- 2008 : Driving Bill Crazy : flocon de neige, l'égérie sexy
- 2008 : Yes Man : la jolie fille "Yes"
- 2009 : 90210 (série télévisée) : la fille de la fête
- 2008-2009 : Criminal Minds (série télévisée) : la témoin de la scène de crime / la fille en robe bleue
- 2009 : Bones (série télévisée) : la fiancée
- 2009 : Rules of Engagement (série télévisée) : la designer d'intérieur
- 2009 : iCarly (série télévisée) : la Cheerleader
- 2009 : Greek (série télévisée) : Zeta Beta Active
- 2009 : Beginning of the End (court métrage) : Maria Ramirez
- 2010 : Peter and the Messiah (court métrage) : Mary
- 2010 : Spark Riders : Maria Ramirez
- 2010 : False Reality (court métrage) : Maria Ramirez
- 2011 : The Bright Side (court métrage) : Margo
- 2012 : Rebel (court métrage) : Zainoorah
- 2012 : Catholic Schoolgirl Chainsaw Showdown (court métrage) : Lanie Simpson
- 2013 : The Therapist (série télévisée) : la conseillère Jackson
- 2015 : SafeWord : Sabina
- 2015 : Agnation : Maya

Comme productrice ou productrice associée
- 2012 : Catholic Schoolgirl Chainsaw Showdown (court métrage)
- 2015 : Agnation

Comme réalisatrice
- 2010 : Room Service (court métrage)

Comme scénariste
- 2015 : Agnation